# Herencsvölgy
Herencsvölgy (szlovákul: Hriňová, németül: Hrinau) város Szlovákiában, a Besztercebányai kerületben, a Gyetvai járásban. Fehérvíz, Felsőherencs, Kisszalánc, Nagyszalánc, Szalatnahegy és számos hegyi telep tartozik hozzá.

## Fekvése
Losonctól 37 km-re északra, a Szalatna partján fekszik.

## Története
A régészeti leletek tanúsága szerint a város területén már a bronzkorban éltek emberek.
A 13. századtól a terület a véglesi váruradalomhoz tartozott. Írott forrásban 1393-ban mint királyi birtokot említik először. A környék betelepülése a 15. század második felében lett egyre nagyobb méretű. Gyetva 1638-ban lett önálló település és a mai Herencsvölgy ennek a részét képezte. Gyetva 1811-ben városi jogot kapott, ekkor indult meg igazán Herencsvölgy betelepülése is.
Fényes Elek 1851-ben kiadott geográfiai szótárában így ír a faluról: „Hrinyova, puszta, Zólyom vmegyében, Miklósfalva fiókja: 176 kath. lakossal.”
Herencsvölgy 1891. szeptember 5-én lett önálló község, ami főként a helyi mezőgazdaság és üveggyártás fejlődésének köszönhető. Az új községhez csatolták a környező kisebb – Felsőherencs (Horna Hrinova), Krivec I és II, Szalánc (Slanec), Mangútovo, Štoliansko, Gondova jama, Fehérvíz (Biele Vody), Szalatnahegy (Vrch Slatina), Magura, Snohy, Vrch dobroč – településeket. Ekkor a településnek mintegy 6000 lakosa volt, szabálytalan és meglehetősen ritka beépítéssel. Az erdők kiirtásával azonban a mezőgazdaságnak egyre nagyobb terület szabadult fel, emellett az állattenyésztés vált a lakosság fő megélhetésévé. A 20. század elején a településen gőzfűrészüzem és a fa szállítására keskeny nyomtávú vasút is épült. A trianoni diktátumig Zólyom vármegye Nagyszalatnai járásához tartozott.
A második világháború után különösen a gépipar indult fejlődésnek. Herencsvölgy 1989. január 1-jén kapott városi rangot.

## Népessége
| Év:            | 1994. | 2004.   | 2014.   | 2024.   |
| -------------- | ----- | ------- | ------- | ------- |
| Emberek száma: | 8574  | 8096    | 7654    | 6931    |
| Eltérés:       |       | -5,57 % | -5,45 % | -9,44 % |

| Év:            | 2023. | 2024.   |
| -------------- | ----- | ------- |
| Emberek száma: | 7023  | 6931    |
| Eltérés:       |       | -1,30 % |

1910-ben 7418-an lakták, ebből 7123 szlovák, 141 magyar, 33 német és 121 egyéb anyanyelvű volt.
2001-ben 8289 lakosából 8170 szlovák volt.
2011-ben 7814 lakosából 7181 szlovák volt.
2021-ben 7182 lakosából 6 (+4) magyar, 2 (+7) cigány, (+3) ruszin, 6781 (+4) szlovák, 29 (+13) egyéb és 364 ismeretlen nemzetiségű volt.

## Neves személyek
- Itt született 1903-ban Domszky Pál történész, a lengyel-magyar baráti kapcsolatok kutatója és a 20. század jeles személyisége.

## Nevezetességei
- Szent Péter és Pál apostolok tiszteletére szentelt római katolikus temploma 1947-ben épült neogótikus stílusban.

## Külső hivatkozások
- Hivatalos oldal
- Alapinformációk
- Herencsvölgy Szlovákia térképén
- E-obce.sk

## Lásd még
- Fehérvíz
- Felsőherencs
- Kisszalánc
- Nagyszalánc
- Szalatnahegy